# 赤津淳一
赤津 淳一（あかつ じゅんいち、1959年 - ）は、日本の照明技師である。

## 人物・来歴
1959年に生まれる。1981年、照明見習として東映テレビプロダクションでデビュー。1982年、にっかつ撮影所に入社。

## 照明担当作品
- 1984年
  - メイン・テーマ（助手）
- 1985年
  - それから（助手）
- 1990年
  - 天と地と（助手）
- 1992年
  - 夜逃げ屋本舗（助手）
  - ミンボーの女（助手）
- 1993年
  - 大病人（助手）
- 1999年
  - コキーユ Coquille 貝殻
- 2000年
  - 仮面学園
  - 蛇女
  - 張り込み
  - スイート・スイート・ゴースト
- 2001年
  - 富江re-birth
- 2002年
  - ナースのお仕事 ザ・ムービー
- 2003年
  - 棒たおし!
  - 完全なる飼育　秘密の地下室
  - 輪舞曲～ロンド～　
  - 昭和歌謡大全集
- 2005年
  - 恋骨 KOIBONE 劇場版
  - いらっしゃいませ、患者さま。
  - 欲望
  - 天使
  - 待合室　-Notebook of Life-
- 2006年
  - ミラーマンREFLEX
  - 東京フレンズ The Movie
  - 地下鉄（メトロ）に乗って
- 2007年
  - 天国は待ってくれる
  - 象の背中
- 2008年
  - ひゃくはち
- 2009年
  - BABY BABY BABY! ベイビィ ベイビィ ベイビィ!
  - つむじ風食堂の夜
  - 今度の日曜日に
- 2010年
  - 時をかける少女
  - ランウェイ☆ビート
- 2011年
  - スノーフレーク
- 2012年
  - シグナル～月曜日のルカ～　
  - バルーンリレー
- 2014年
  - 俺たちの明日
- 2015年
  - 恋人たち
- 2016年
  - 校庭に東風吹いて
  - 函館珈琲
  - 空蝉の森
- 2017年
  - 写真甲子園　0.5秒の夏
  - 花は咲くか
  - プリンシパル～恋する私はヒロインですか？～
- 2019年
  - スタートアップ・ガールズ
- 2020年
  - his
  - 記憶の技法
- 2021年
  - 信虎
  - 自宅警備員と家事妖精
- 2024年
  - お母さんが一緒